# Métabolisme social
Le métabolisme social ou métabolisme socio-économique est l'ensemble de flux de matériaux et d'énergie qui se produisent entre la nature et la société, et entre diverses sociétés entre elles, réalisée sous une forme culturelle spécifique,,.
Les processus métaboliques sociaux commencent avec l'appropriation par les êtres humains de matériaux et d'énergie prélevés dans la Nature. Ceux-ci peuvent être transformés et circuler pour être consommés, éventuellement réutilisés et enfin excrétés de nouveau vers la nature. 
Chacun de ces processus a un impact écologique différent selon la manière dans laquelle il se réalise, selon la quantité de matériaux et d'énergie impliqués dans le procédé, la zone où il se produit, le temps disponible ou la capacité de régénération de la nature,,.
Bien qu'une grande partie des études sur le métabolisme social se réduise à l'entrée et à la sortie de matériels et d'énergie d'un État (importations et exportations), de par la facilité d'accès à l'information sur les transactions commerciales,, le métabolisme social s'occupe également d'étudier en détail d'autres processus métaboliques, comme ceux effectués par des sociétés plus petites, les services écosystémiques que la nature offre aux êtres humains, ainsi que la forme culturelle concrète que les personnes adoptent lors du développement de chaque processus,,.

## Métabolisme urbain
Le métabolisme urbain se démarque en tant que champ de recherche à part entière à la suite des travaux de Wolman, en 1965, qui étudie à travers l’étude des flux de matériaux et d’énergie intrants et sortants d’une ville simulée ce qui lui semble alors les trois problématiques les plus sérieuses de l’expansion des villes (l’approvisionnement en eau, la pollution de l’eau et celle de l’air).
Depuis, plusieurs courants d’étude se sont penchés, depuis des perspectives différentes, sur la compréhension des flux métaboliques urbains :
- soit à partir des processus qui en sont à l’origine;
- soit depuis les interactions et relations entre les éléments du système;
- soit sur l’évaluation de la charge environnementale;
- ou par l’étude d’amélioration des méthodes d’évaluation du profil métabolique.